# 甄恬
甄恬（？—？），字彥約，中山無極人，南北朝南梁人，因有孝行而聞名。
甄恬家族長居江陵，祖父是長寧縣令甄欽之，父親則是州從事甄標之。他年幼時父親逝世，哀傷得好像成人一樣，家人同情他年紀小，讓他吃肉汁和飯，但他不肯吃。到甄恬八歲，從母親口中知道父親不在，因此悔恨自己不懂得父親，哭泣數天；突然間他看到一個言行容貌很像他父親的人，時人都認為是孝感動天。他家中貧窮，唯仍然供養母親吃到好食物，至母親逝世，他在母親墓旁居住，經常有黃雜色羽毛的鳥兒聚集在廬旁的樹上，他哭時鳥兒鳴叫，到他停下鳥兒也靜下來，同時也有白雀寄居在廬上。州將始興王蕭憺上表他的孝行，朝廷下詔旌表甄恬家門，授與他爵位，他後來官至安南行參軍。

## 引用
1. 1 2  《梁書·卷四十七·列傳第四十一》：甄恬字彥約，中山無極人也，世居江陵。祖欽之，長寧令。父標之，州從事。恬數歲喪父，哀感有若成人。家人矜其小，以肉汁和飯飼之，恬不肯食。年八歲，問其母，恨生不識父，遂悲泣累日，忽若有見，言其形貌，則其父也，時以爲孝感。
2. 1 2  《南史·卷七十四·列傳第六十四》：甄恬字彥約，中山無極人也，世居江陵。數歲喪父，哀感有若成人。家人矜其小，以肉汁和飯飼之，恬不肯食。年八歲，嘗問其母，恨生不識父，遂悲泣累日。忽若有見，言形貌則其父也，時以為孝感。
3. ↑  《梁書·卷四十七·列傳第四十一》：家貧，養母常得珍羞。及居喪，廬於墓側，恒有鳥玄黃雜色，集於廬樹，恬哭則鳴，哭止則止。又有白雀栖宿其廬。州將始興王憺表其行狀。詔曰：「朕虛己欽賢，寤寐盈想。詔彼群岳，務盡搜揚。恬旣孝行殊異，聲著邦壤，敦風厲俗，弘益茲多。牧守騰聞，義同親覽。可旌表室閭，加以爵位。」恬官至安南行參軍。
4. ↑  《南史·卷七十四·列傳第六十四》：家貧養母，常得珍羞。及居喪，廬於墓側，恒有鳥玄黃雜色集於廬樹，恬哭則鳴，哭止則止。又有白鳩白雀棲宿其廬。州將始興王憺表其行狀，詔旌表門閭，加以爵位。恬官至安南行參軍。

## 延伸阅读
[在维基数据编辑]
 《梁書/卷47》，出自姚思廉《梁書》